# Al-Husajn ibn al-Kasim
Al-Husajn ibn al-Kasim (arab. ‏الحسين بن القاسم‎) – wyższy urzędnik kalifatu Abbasydów pełniący funkcję wezyra od września 931 do maja 932 roku.

## Biografia
Al-Husajn pochodzi z rodziny chrześcijańskiej rodziny nestoriańskiego pochodzenia. Jego rodzina służyła kalifom za czasów Umajjadów. Sulajman ibn Wahb (pradziadek), Ubajd Allah ibn Sulajman (dziadek), Al-Kasim ibn Ubajd Allah (ojciec) i Muhammad ibn al-Kasim (brat) pełnili funkcję wezyrów.
We wrześniu 931 roku został mianowany przez kalifa Al-Muktadira wezyrem. Przyznano mu również tytuł Amid ad-Dawla ("Ostoja/Filar Państwa"). Przeciwstawiał się Alemu ibn Isa ibn al-Dżarrahowi, który współpracował z Mu’nisem al-Muzaffarem. Al-Husajnowi udało się przeciągnąć szambelana Mu’nisa Muhammada i jego brata Ibrahima na swoją stronę i zaczął spiskować przeciwko Mu’nisowi. Mu’nis zażądał nawet wygnania Al-Husajna do Omanu, czemu Al-Muktadir się sprzeciwił. W tym samym czasie al-Husajn czuł się tak zagrożony przez potężnego generała, że każdej nocy spał w innym domu, aby zapobiec jego aresztowaniu.
Zdaniem historyków, między innymi Clifforda Edmunda Boswortha,  Al-Husajn był prawdopodobnie ostatnim wezyrem, który próbował zachować dla wezyratu część jego dawnej niezależności i próbował przywrócić finansowe finanse, ale stracił władzę z powodu nieustannych rywalizacji dworskich w maju 932 roku.